# Hans Lipps
Hans Lipps (Pirna, royaume de Saxe, 22 novembre 1889 — Dudino, Russie, 10 septembre 1941) est un philosophe allemand, spécialisé dans la phénoménologie et l'existentialisme. On compte parmi ses amitiés intellectuelles (avec qui il entretiendra une longue et riche correspondance) la philosophe allemande Edith Stein qui, comme lui, avait étudié auprès de Edmund Husserl. Ayant fait des études de médecine et obtenu son brevet, il pratiquera occasionnellement. Lipps s'intéressera également à la philosophie des mathématiques.  

## Sur Hans Lipps
- Otto Friedrich Bollnow: Studien zur Hermeneutik. Band II: Zur hermeneutischen Logik von Georg Misch und Hans Lipps. Alber, Freiburg / München 1983.  (ISBN 3-495-47513-3)
- Otto Friedrich Bollnow: Hans Lipps: Ein Beitrag zur philosophischen Lage der Gegenwart in Blätter für Deutsche Philosophie. 16.1941,3. S. 293-323
- Gottfried Bräuer: Wege in die Sprache. Ludwig Wittgenstein und Hans Lipps, in: Bildung und Erziehung 1963, S.131-140.
- Alfred W. E. Hübner: Existenz und Sprache. Überlegungen zur hermeneutischen Sprachauffassung von Martin Heidegger und Hans Lipps. Duncker und Humblot, Berlin 2001.  (ISBN 3-428-10286-X)
- Dilthey-Jahrbuch für Philosophie und Geschichte der Geisteswissenschaften Band 6/1989. Herausgegeben von Frithjof Rodi in Verbindung mit O. F. Bollnow, U. Dierse, K. Gründer, R. Makkreel, O. Pöggeler und H.-M- Sass. Verlag Vandenhoek & Ruprecht, Göttingen. Beiträge zum 100. Geburtstag von Hans Lipps am 22. November 1989: 4 Beiträge zur Biographie, 4 Beiträge zur Philosophie von Hans Lipps, Texte und Dokumente.
- Guy van Kerckhoven / Hans Lipps: Fragilität der Existenz. Phänomenologische Studien zur Natur des Menschen. Verlag Karl Alber, Freiburg / München 2011.  (ISBN 978-3-495-48494-4)
- Gerhard Rogler: Die hermeneutische Logik von Hans Lipps und die Begründbarkeit wissenschaftlicher Erkenntnis. Ergon, Würzburg 1998.  (ISBN 3-932004-74-4)
- Eberhard Scheiffele: Der Begriff der hermeneutischen Logik bei Hans Lipps. Tübingen, 1971
- Wolfgang von der Weppen: Die existentielle Situation und die Rede. Untersuchungen zu Logik und Sprache in der existentiellen Hermeneutik von Hans Lipps. Königshausen und Neumann, Würzburg 1984.  (ISBN 3-88479-160-5)
- Meinolf Wewel: Die Konstitution des transzendenten Etwas im Vollzug des Sehens. Eine Untersuchung im Anschluß an die Philosophie von Hans Lipps und in Auseinandersetzung mit Edmund Husserls Lehre vom >intentionalen Bewußtseinskorrelat<. Düsseldorf 1968.  (ISBN 3-495-47528-1) *bei Google